# 私立荒磯高等学校生徒会執行部
『私立荒磯高等学校生徒会執行部』（しりつあらいそこうとうがっこうせいとかいしっこうぶ）は、峰倉かずやによる日本の漫画作品。

## 概要
全2巻。隔月刊ボーイズラブ漫画雑誌『Chara』（徳間書店）連載。
私立荒磯高等学校の治安を守るべく組織された生徒会執行部が活躍する話。なお、執行部には校則第五条によって特別な権利を与えられている。元々は『WILD ADAPTER』の主人公2人をスターシステムで出演させたセルフパロディ作品である。
本作はBL雑誌に掲載されていたため、「元男子校の共学校であるため、同性愛者が多い」という設定があり、久保田と時任にそのような関係をにおわせる場面もあるが、実際の2人にそのような関係はない。また、高等部の下には荒磯中学もあり、中学にもまた執行部制度が存在するほか、『最遊記RELOAD』のアナザーストーリーに荒磯大学の存在を示唆するコマがある。
作者のブログにて新装版の発売が決定した。
台湾でも、東立出版社より『男男罪遊記』のタイトルで翻訳され出版されている（同じ『峰倉かずや』名義）。

## あらすじ
私立荒磯高等学校生徒会に在籍する執行部とは、知力・体力・正義心において秀でた在校生徒に与えられる任務の称号であり、その証たる執行部腕章を所持する者は校内の治安を守りぬく義務を負うとともに何人たりとも彼らの行動を侵してはならない。
その執行部のトップメンバーである久保田と時任は、「暴力は十倍返し、カツアゲには更なる脅迫を」をモットーにー校内の治安を守る。

## 登場人物

### 執行部員
久保田誠人（くぼた まこと）
声 - 森川智之
本作の主人公。生徒会執行部部員。クラスは3年6組。8月24日生まれのO型。生徒会役員でありながら校内で堂々と煙草を吸い、長身かつ眼鏡を掛けている（煙草はセブンスター）。視力0.02で乱視な為眼鏡は特注。授業中居眠りをし、ノートは強引に時任から度々借りている（本人曰く「睡眠学習であり、時任の字は見やすいから」）。学年順位はトップ。運動神経にも優れ、時任と共に校内の治安を守っている。時任とはいつも一緒。好きな人にはとことん一途だがドラマCDにて「片思い」と語っている。自称「ラブリー久保田」。
普段は飄々としている反面、時任の身に何かあれば静かに燃え上がり、何事も「時任が楽しそう」なら他のことは一切無頓着な性格。
中学の時から荒磯の執行部で松本生徒会長と元パートナー。今でも松本には逆らえないが、彼の性格を快く思っていない。
作者曰く「大型犬。ネコ科ならライオン」。
劇中劇「雪の女王」ではカイ役だが、作中では終始棒読みであった。
時任稔（ときとう みのる）
声 - 石川英郎
生徒会執行部部員。クラスは3年6組。9月8日生まれのB型。執行部の中心で活動。小柄で華奢な体格に見合わない腕力と体力をもつ。『WA』同様、右手のみグローブをしている。自画自賛タイプで、唯我独尊である一方で生徒や教師に翻弄されている。
久保田とは親しく、執行部の最強コンビを組んでいるが、久保田に茶化されることもある。五十嵐とは口喧嘩で済む一方、藤原とは犬猿の仲であり、藤原の策略にはまったり、大塚が隠し持ったナイフで重傷を負うなど、トラブルに見舞われる。自称「ビューティー時任」。
普段は強気だが繊細であり、橘の攻発言や五十嵐の逆恨み発言の意図を理解できない鈍感な一面もある。授業は真面目に受け、板書も取る一方、理数系科目が苦手。スポーツは何でも得意な反面、頭を使うスポーツは少し苦手。
作者曰く「猫」。
劇中劇「雪の女王」ではゲルダ役で、久保田と異なり演技に励んでいた。
桂木和美（かつらぎ かずみ）
声 - 川上とも子
生徒会執行部部員。クラスは3年6組。他校から転校してきた所を執行部に出会い、久保田に知力・体力・正義心を買われ、執行部に入る。ゆすりをかける男子生徒も物ともせず立ち向かう、気丈かつ執行部唯一の女子部員。基本的に非常識な人間が多い本作における唯一の常識人。怒ると怖く、藤原を厳しく扱い雑用に使っている。ミルフィーユが好き。愛称・桂木ちゃん。
交渉事や根回しなどに長けている。その反面、学校の備品を壊しまくる時任達の事で松本に注意されたり執行部の経費が無いなど、頭を抱える。最終的には久保田と時任の紛らわしい遣り取りに慣れてきたが「おちゃらけコンビ」「セクシャルハラスメントコンビ」「ギネス級のマイペースコンビ」と突っ込んでいる。
作者曰く「オウム」。
劇中劇「雪の女王」では監督で、マイペースな役者陣に手を焼いていた。
相浦正一（あいのうら しょういち）
声 - 鳥海浩輔
執行部会計。桂木同様、面子の中では比較的まともな男。執行部の金庫番（ドラマCD第3巻より）。ゲーム好き。原作2巻では時任と見回りをした（ドラマCD2巻では室田&時任）。
劇中劇「雪の女王」ではナレーションで、桂木同様マイペースな役者陣に手を焼いていた。作者曰く「アライグマ」。
松原潤（まつばら じゅん）
声 - 笹沼晃
生徒会執行部部員。帰国子女。様々な武道に通じている。ドラマCDではその美貌が災いして女子の逆恨みに遭った。実は小柄であることを気にしている。
作者曰く「バンビ」。
劇中劇「雪の女王」では魔法使い役。
室田俊彦（むろた としひこ）
声 - 志村知幸
生徒会執行部部員。強面だが根は優しく、料理上手。モデルは作者の同級生で、最も顕著に出ている。OVAとドラマCDでは筋トレをしている。
作者曰く「象」。
劇中劇「雪の女王」では親衛隊役で、時任からは「ターミネーターみたいだ」と評されていた。
藤原裕介（ふじわら ゆうすけ）
声 - 私市淳
久保田に惚れ、時任を押しのけてパートナーになろうとしている執行部の補欠部員。時任を敵視し、執行部を野蛮と称し嫌っているがメンバーには役立たず扱いされている。本当は生徒会の運営費を横領した闇生徒会のメンバー。担当声優いわく「おもちゃ」。
1人称は俺→僕で、性格もヘタレ化している。よからぬ妄想をしては、時任か桂木に殴られている。
作者曰く「ビーバー」。
劇中劇「雪の女王」ではオカマな雪の女王役だが、女役に見えないルックスや調子に乗りすぎた言動などから園児には不評であった。
木場治（きば おさむ）
声 - 近藤隆
『帰ってきた！私立荒磯高等学校生徒会執行部』から登場。
龍之介・修司とつるんでいる2年生。3人の中では頭脳担当。成績優秀で見た目もよいが、周囲には怖がられている慇懃無礼な男。藤原いわく「目立って悪さはしていないけど黒い噂の絶えない3人組」。愛称は「ちゃむ」。
劇中劇「雪の女王」では王子役で、女児からは好評であった。
龍之介（りゅうのすけ）
声 - 伊藤健太郎
『帰ってきた！私立荒磯高等学校生徒会執行部』から登場。
治・修司とつるんでいる2年生。3人の中では正義感が強く、友達思い。不正取引を匿名で生徒会に伝えると言い出した。女子にもてる。久保田は「久保ちゃん先輩」、時任は「時やん先輩」、治は「ちゃむ」と呼んでいる。愛称タツ。
劇中劇「雪の女王」では山賊役。
修司（しゅうじ）
声 - 勝杏里
『帰ってきた！私立荒磯高等学校生徒会執行部』から登場。
治・龍之介とつるんでいる2年生。3人の中で一番力がある。悪知恵が働くため、龍之介に殴られて注意されている。
劇中劇「雪の女王」では烏役。

### 荒磯高校関係
松本隆久（まつもと たかひさ）
声 - 成田剣
生徒会長。執行部の上に立つ存在。久保田とは中学の時の執行部からの仲。実は橘遥とはBL関係にある。
作者曰く「狸」。
橘遥（たちばな はるか）
声 - 飛田展男
生徒会副会長。男子生徒の間で“抱きたい男No.1”と称される美形。松本との関係は攻。
作者曰く「鶴」。
五十嵐徹（いがらし とおる）
声 - 小林優子
荒磯高校の保健医である女装した男性。時任とは度々口喧嘩をしているが、久保田と彼の絆の強さは認めている。学内の噂に強い情報通であり、トラブル対策を前もってしているなど、機転が利く。なお女装は学校から許可を得ており、OVA版ではボンデージ姿を披露した。
作者曰く「孔雀」。
大塚伴康（おおつか ともやす）
声 - 渋谷茂
何度も久保田と時任に成敗されている問題児。常に笹原・石橋と共に行動している。
保坂祐一郎（ほさか ゆういちろう）
声 - 置鮎龍太郎
闇生徒会長で、一件の黒幕。美形男児を愛し、過去生徒会長選挙では松本に敗れている。それほど美形ではない男。

### その他
工藤ハルキ（くどう ハルキ）
声 - 緑川光
荒磯の文化祭イベントの為にやってきたアイドル。
石橋なつみ（いしばし なつみ）
声 - 本井えみ
クリスマスパーティの買出しで偶然会った幼稚園児。

## ドラマCD
5巻まで発売中。レーベルは3巻のみムービック、他はマリン・エンタテインメント。
1巻と2巻は原作のエピソードを収録（1巻と2巻は番外編を収録）。3巻以降は完全オリジナルストーリー。ジャケットは全て作者書き下ろし。
4・5巻は「帰ってきた!私立荒磯高等学校生徒会執行部」（以下、帰ってきた！）というタイトルでリリース。3巻同様、オリジナルストーリー。4巻の時はマリン・エンタテインメントかアニメイトで『Sound Drama CD WILD ADAPTER 06』と一緒に予約すると、執行部＋WAのB3両面ポスターが特典として付いてきた。

### 収録曲
- 1巻『Blood、Sweat、NoTears』
- 2巻『E・O』
- 3巻『三日月の夜』
- 帰ってきた！1巻『Long Long HomeRoom』
- 帰ってきた！2巻『本日は晴天なり』

作詞は峰倉（『Blood、Sweat、NoTears』『E・O』は相田毅）、作曲は西岡和哉、歌は森川&石川。

### あらまし
1巻
原作1巻に収録された文化祭とナツミの話を収録。番外編は藤原主役の話。
2巻
原作2巻に収録された闇生徒会の話を収録。1巻同様、藤原主役の話も収録されている。
3巻
第1話はじめてのお遣い。久保田&時任が暴れて壊した校内の備品の修理代で予算不足となり、桂木が「自分達で大工をする」という事で、メンバー全員は大型コンビニへ行くが、桂木は大塚を見かける。
第2話執行部大分裂…かも。松原に関することで過剰な嫌がらせが発生。また松原を庇った室田だが、松原は「室田なら良いのか」と身を案じる桂木達の言葉を聞かなくなってしまう。
帰ってきた！1巻
生徒会選挙の時期が迫る中、候補者内に不正取引をしているタレこみメールが生徒会本部にきたことを知り、執行部は該当人物を探ることになる一方で執行部の次期メンバーを探す事と芝居の準備で忙しくなる。
帰ってきた！2巻
荒磯幼稚園の園児のために劇「雪の女王」を披露する。

## OVA
全2巻でジャケットは峰倉書き下ろしで、VHS版とDVD版ではイラストが異なる。キャストはドラマCD版と同一。レーベルはムービック。
1巻『百花繚乱!球技大会』
2002年3月29日発売。大塚は久保田&時任コンビに復讐すべく、球技大会でバスケの試合に時任を出させるように仕向ける。
2巻『魑魅魍魎!幽霊騒動』
2002年7月26日発売。藤原がこけて美術室にあった札が剥がれてしまい、幽霊が出てきてしまう。それを対処するように、松本達は執行部に依頼をする。他には、WAのPVを収録。絵コンテは峰倉で曲は「Knockout drops」を使用。
スタッフ
- 監督 - 佐藤真人
- 脚本 - 渡辺麻実
- キャラクターデザイン・作画監督 - 堀内博之
- 美術監督 - 脇威志、中村典史（2巻）
- 色彩設定 - 西舘真紀子
- 撮影監督 - 真嶋秋信
- 音楽 - 亀山耕一郎
- 音響監督 - 渡辺淳
- プロデューサー - 三ツ木早苗、及川武
- アニメーションプロデューサー - 加藤道夫、田中敦
- アニメーション制作 - 日本アニメーション
- 企画・製作 - 徳間書店、ムービック

主題歌
- OP「Heaven's door」
- ED「moment」

作詞は峰倉、作曲&編曲はApple Paint Cafe、歌は森川&石川。1巻と2巻ではアニメーションが異なる。

## 参考資料
- ロマンアルバム『OVA 私立荒磯高等学校生徒会執行部 パーフェクトガイド』 ISBN 4-19-720211-3
- Charaコミックス『私立荒磯高等学校生徒会執行部』1巻　ISBN 4-19-960108-2
- Charaコミックス『私立荒磯高等学校生徒会執行部』2巻　ISBN 4-19-960121-X